# Lijst van Pruisische ministers van Financiën
Dit is een lijst van ministers van Financiën van Pruisen.
- 1813-1817: Hans Graf von Bülow
- 1817-1825: Wilhelm von Klewiz
- 1825-1830: Friedrich von Motz
- 1830-1834: Karl Georg Maaßen
- 1835-1842: Albrecht von Alvensleben
- 1842-1844: Ernst von Bodelschwingh
- 1844-1846: Eduard Heinrich von Flottwell
- 1846-1848: Franz von Duesberg
- 1848: David Hansemann
- 1848: Gustav von Bonin
- 1849-1851: Rudolf Rabe
- 1851-1858: Karl von Bodelschwingh
- 1858-1862: Robert von Patow
- 1862: August von der Heydt
- 1862-1866: Karl von Bodelschwingh
- 1866-1869: August von der Heydt
- 1869-1878: Otto von Camphausen
- 1878-1879: Arthur Hobrecht
- 1879-1882: Karl Hermann Bitter
- 1882-1890: Adolf von Scholz
- 1890-1901: Johannes von Miquel
- 1901-1910: Georg von Rheinbaben
- 1910-1917: August Lentze
- 1917-1918: Oskar Hergt
- 1918-1919: Albert Südekum en Hugo Simon
- 1919-1920: Albert Südekum
- 1920-1921: Hermann Lüdemann
- 1921: Friedrich Saemisch
- 1921-1925: Ernst von Richter
- 1925: Otto Braun
- 1925-1931: Hermann Höpker-Aschoff
- 1931: Walther Schreiber
- 1931-1933: Otto Klepper
- 1932: Franz Schleusener (rijkscommissaris)
- 1932-1938: Johannes Popitz (rijkscommissaris)